# Schloss Wegleiten

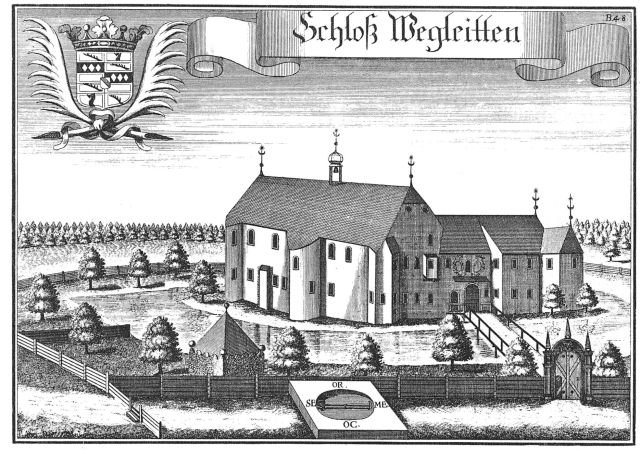
Schloss Wegleiten nach einem Kupferstich von Michael Wening von 1721

Das ehemalige Schloss Wegleiten stand in einem Weiher im Ortsteil Wegleiten von Ried im Innkreis in Oberösterreich. 

## Geschichte

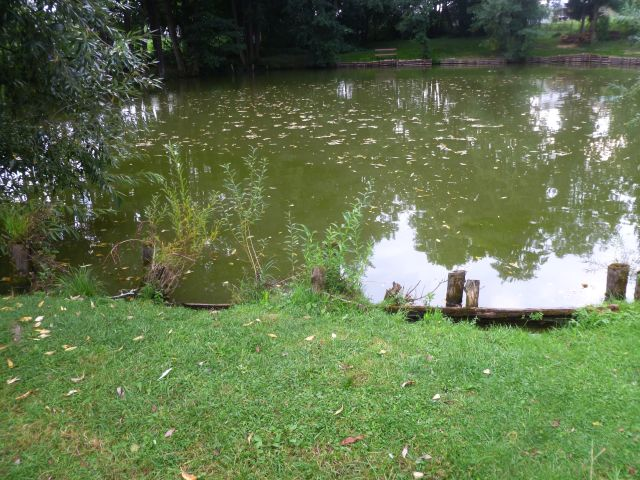
Teich beim ehemaligen Wasserschloss Wegleiten

Die früheste urkundliche Erwähnung von Wegleiten (Wegerleiten) bezieht sich auf seinen ersten Besitzer Reginhart de Wegleitten, einem passauischen Ministerialen, der von einem Engelbert von Struben vor dessen Fahrt nach Jerusalem 30 Leibeigene und den Besitz in Wegleiten übergeben bekam. Die weiteren nachweisbaren Besitzer waren die Ahaimer, die damals Pfleger auf der Burg Ried waren. Urkundlich nachgewiesen sind Heinrich IV. von Aham (1310), Georg von Aham (1364), Georg II. von Aham (1403–1407) und sein Bruder Wilhelm I. (1416–1418). Nachfolger auf Wegleiten wurden die Klöl, die zwischen 1326 und 1433 Marktrichter von Ried und dem Patriziat von Ried angehörten. Auf die Klöl folgten die Perger (1464–1518), wobei ein Hanns Perger Pfleger auf Schloss Neuburg am Inn war. Zwischen 1518 und 1700 gehörte Wegleiten der Rieder Bürgersfamilie der Magerl, die in Ried und Passau hohe Ämter einnahmen. Friedrich Josef Xaver Magerl wurde 1717 in den Freiherrenstand erhoben. Nach dem Tod des letzten Magerls, Johann Nepomuk Freiherr von Magerl († 1790), ging Wegleiten an die Tattenbachs über. Diese verfügten über eine Vielzahl an Besitzungen und Verwaltungszentren, sodass sie Schloss Wegleiten verfallen ließen. Unter Graf Josef Ferdinand von Tattenbach (1723–1802) wurde das Schloss abgetragen und an seiner Stelle ein Jagdhaus errichtet.
Wie auf dem Stich von Michael Wening von 1721 zu erkennen ist, war Wegleiten ein aus zwei Bauteilen zusammengesetztes, zweigeschoßiges Wasserschloss mit einem steilen Krüppelwalmdach. Das Glockentürmchen auf dem Dach lässt eine Hauskapelle vermuten. Der Hauptbau besaß vorspringende, in die Dachkonstruktion eingebettete, turmförmige Zubauten. Zum Eingangstor in dem schräg angebauten zweiten Gebäudeteil führte eine hölzerne Brücke, die auf der Landseite zu einem weiteren Tor führte. Das bildete den Eingang zu einem Palisadenzaun. Innerhalb des Zaunes befand sich ein kleiner Zinnen bewehrter Turm. Von dem ehemaligen Schloss ist heute nichts mehr vorhanden. 
Der ehemalige Schlossplatz befindet sich unmittelbar hinter dem Bahnhof von Ried. Das an dieser Stelle errichtete Jagdhaus firmiert unter der Anschrift Wegleiten 1. An dieser Stelle findet sich heute ein sanierungsbedürftiges Anwesen. Daneben liegt ein Weiher, vermutlich ein Rest des einst um das Schloss führenden Wassergrabens.